# Lecionário 160
O Lecionário 160 (designado pela sigla ℓ 160 na classificação de Gregory-Aland) é um antigo manuscrito do Novo Testamento, paleograficamente datado do Século XV d.C.[a]
Este codex contém lições dos Atos dos Apóstolos e das espístolas  (conhecidos como Apostolos)[a]. Foi escrito em grego, e actualmente se encontra na Biblioteca do Vaticano.